# Tresques
Tresques  ist eine französische Gemeinde mit 1803 Einwohnern (Stand 1. Januar 2022) im Département Gard in der Region Okzitanien. Sie gehört zum Arrondissement Nîmes und zum Kanton Bagnols-sur-Cèze.

## Geographie
Die von historischen Bauwerken geprägte Gemeinde liegt auf einer Erhebung im Tal der Tave, einem rechten Nebenfluss der Cèze. Die Stadt Bagnols-sur-Cèze liegt fünf Kilometer nordöstlich, nach Avignon sind es 25 Kilometer in südlicher Richtung.

## Bevölkerungsentwicklung
| Jahr                       | 1962 | 1968 | 1975 | 1982 | 1990 | 1999 | 2006 | 2017 |
| Einwohner                  | 747  | 826  | 917  | 1693 | 1757 | 1744 | 1791 | 1806 |
| Quellen: Cassini und INSEE |      |      |      |      |      |      |      |      |

## Sehenswürdigkeiten
- Der Donjon Tour de Guet ist der Rest einer Burg aus dem 14. Jahrhundert. 2011 restauriert, kann er gegen eine kleine Spende besichtigt werden, im inneren befindet sich eine Dauerausstellung
- Die Kapelle Saint-Pierre de Castre aus dem 12. Jahrhundert
- Die Romanische Kirche von Saint-Martin-de-Jussan aus dem 11. Jahrhundert